# شلیسلبورگ
شهر شلیسلبورگ (به روسی: Шлиссельбург) در کشور روسیه و در اوبلاست لنینگراد واقع شده‌است.